# 主要系統
主要系統（Major System）是一種可以應用於數字的記憶系統。其原理是將數字轉換成英文字，以幫助記憶。

## 系統
每個數字都代表不同的英文字，而a、e、i、o、u和w、h、y、x不屬於任何數字。
| 數字 | 相聯輔音                  | 助記符                                              |
| 0    | s、z、軟c                 | "z"是零（Zero）的开头英文字母。其他字有相似的讀音。 |
| 1    | t, d                      | T和D有一条直線而讀音相似。（一些系統版本有“th”）    |
| 2    | n                         | n有二個直線。                                       |
| 3    | m                         | M有三個直線和像3。                                  |
| 4    | r                         | 4近似于R的對稱圖形。                                |
| 5    | l                         | L是羅馬數字的50。                                   |
| 6    | sh、j、軟ch、dg、zh、軟g  | 手写的j有一個回旋的圈，近似于6的对称图形。          |
| 7    | k、硬c、硬g、硬ch、q、qu  | k像是二個7合在一起。                                |
| 8    | f、v                      | 手写f有二個圈。                                     |
| 9    | p、b                      | p、b和9都是一个圈加一条直线。                       |
| 无   | a、e、i、o、u、w、h、y、x | 可以随意使用。                                      |

當兩個子音只讀一個音時，只用一個數字代替。如：
- Apple，就是p和l，即是95。

## 來源
- Advanced Learning Systems Senior Class 2-6